# Fsck

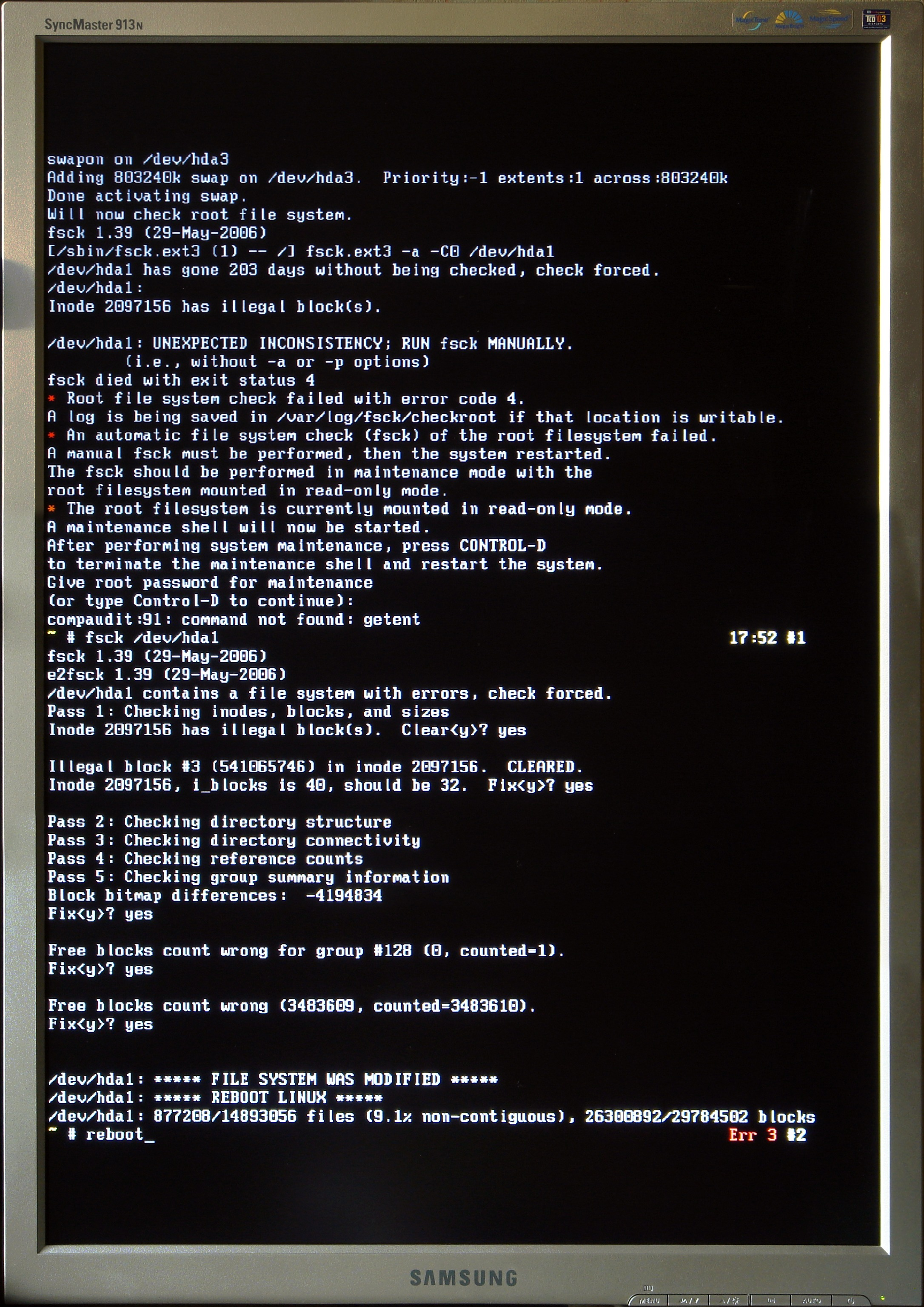
fsck em ação em um sistema baseado em Linux.

O utilitário de sistema fsck (de "file system check" ou "file system consistency check") é uma ferramenta usada para verificar a consistência de um sistema de arquivos no Unix e sistemas operacionais semelhantes ao Unix, como Linux, MacOS e FreeBSD. Um comando semelhante, o CHKDSK, existe no Microsoft Windows.

## Pronúncia
O termo 'fsck' se tornou, entre os administradores de sistemas UNIX como um eufemismo de 'fuck' (do inglês). Pode ser pronunciado como "F-S-C-K", "F-S-check", "F-sock", "fisk", "fizik", "fsick", ou mesmo "F-suck".

## Uso
Em geral, o fsck é rodado na inicialização do sistema, quando é detectado que um sistema de arquivos está num estado inconsistente, indicando um desligamento anormal, como um travamento ou desligamento de energia. Tipicamente, o fsck disponibiliza opções para reparar sistemas de arquivos danificados: interativamente (o usuário tem que decidir como consertar problemas específicos), permitir ao fsck resolver problemas específicos (assim o usuário não precisa responder nenhuma questão), ou rever os problemas que precisam ser resolvidos num sistema de arquivos sem realmente resolvê-los.
Fsck também pode ser rodado manualmente pelo administrador do sistema se ele ou ela acredita que há um problema com o sistema de arquivos. Os arquivos parcialmente recuperados, quando o nome do arquivo original não pode ser reconstruído, são tipicamente recuperados para um diretório chamado "lost+found" que é armazenado na raiz do sistema de arquivos.
Um sistema de arquivos jornalizado é projetado para que ferramentas como o fsck não precisem ser rodadas com frequência. O sistema de arquivos UFS2 no FreeBSD tem o fsck em background, então em geral não é necessário esperar o fsck terminar antes de acessar o disco. Sistemas de arquivos totalmente baseados em cópia em gravação, como ZFS e Btrfs, são projetados para evitar a maioria das causas de corrupção e não possuem a ferramenta de reparo tradicional "fsck". Ambos têm um utilitário "scrub" que examina e repara quaisquer problemas em segundo plano e em um sistema de arquivos montado.
Há programas equivalentes da Microsoft. Estes são scandisk e chkdsk. No DOS, chkdsk era usado para verificar a integridade do sistema de arquivos, mas versões posteriores também tinham uma ferramenta chamada scandisk para checagem por bad clusters em exames de superfície de discos. No Mac OS X, o fsck pode ser ativado na inicialização, bastando manter pressionado cmd+s (comando+s) depois do som de boot. O Windows 95, Windows 98 e Windows ME tinham uma versão do scandisk que rodava nativamente no ambiente Windows. As séries Windows NT, incluindo NT 4, Windows 2000, e Windows XP todos usam uma versão moderna, atualizada do chkdsk que efetua o exame de superfície e a checagem do sistema de arquivos.